# Supercoppa svizzera 2023 (pallavolo maschile)
La Supercoppa svizzera 2023, 25ª edizione della Supercoppa nazionale di pallavolo maschile, si è svolta il 14 ottobre 2023: al torneo hanno partecipato due squadre di club svizzeri e la vittoria finale è andata per la quinta volta al Chênois.

## Formula
La formula ha previsto una gara unica.

## Squadre partecipanti
| Squadra     | Qualificazione                       |
| ----------- | ------------------------------------ |
| Chênois     | Vincitrice Coppa di Svizzera 2022-23 |
| Schönenwerd | Vincitrice Lega Nazionale A 2022-23  |

## Torneo
| 14 ottobre 2023 Mobiliar Arena, Muri bei Bern Durata: 1h:18 - Spettatori: 1 800 | Schönenwerd | 0 - 3 | Chênois | 24-26, 25-27, 18-25 |